# Asadxoʻja Moʻydinxoʻjayev
Asadxoʻja Moʻydinxoʻjayev (también escrito como Asadkhuja Muydinkhujaev; Ferganá, 8 de mayo de 2001) es un deportista uzbeko que compite en boxeo.
Participó en los Juegos Olímpicos de París 2024, obteniendo una medalla de oro en la categoría de 71 kg. Ganó una medalla de oro en el Campeonato Mundial de Boxeo Aficionado de 2023, en la categoría de 67 kg.

## Palmarés internacional
| Juegos Olímpicos   | Juegos Olímpicos     | Juegos Olímpicos | Juegos Olímpicos |
| Año                | Lugar                | Medalla          | Categoría        |
| ------------------ | -------------------- | ---------------- | ---------------- |
| 2024               | París (Francia)      | Medalla de oro   | 71 kg            |
| Campeonato Mundial |                      |                  |                  |
| Año                | Lugar                | Medalla          | Categoría        |
| 2023               | Taskent (Uzbekistán) | Medalla de oro   | 67 kg            |